# Ablution
Ablution (av latin ablurere, avtvätta) innebär ceremoniell tvagning. Hos romarna renade sig förrättaren före offringen. 
I de kyrkliga traditionerna, sedan 900-1000-talet, omfattar ablutionen sköljning av kalken i vin och vatten omedelbart efter nattvarden. Samtidigt tvagar prästen fingrarna med vin och vatten, vilket kallas purifikation. Enligt den romersk-katolska liturgin, som bygger på Pius V:s missale, tvås kalken först med vin, därefter renas kalken och celebrantens fingrar i vin blandat med vatten.
Denna rit, som ytterst måste gå tillbaka på primitiv fruktan för det profanas beröring med det heliga, har praktiserats sedan långa tider tillbaka. Ett fast moment i mässan blev den dock först under senare hälften av medeltiden.